# Míl·lerovo
Míl·lerovo (rus: Ми́ллерово) és una ciutat de Rússia que es troba a l'óblast de Rostov. Es troba a la vora del riu Glubokaia, a la conca del riu Don, a 194 km al nord-est de Rostov del Don, la capital.